# خملنا
خملنا (به چکی: Chmelná) یک منطقهٔ مسکونی در جمهوری چک است که در ناحیه بنشوو واقع شده‌است.